# Open Sesame (álbum de Whodini)
Open Sesame é o quarto álbum de estúdio do grupo americano de hip hop Whodini. Foi lançado em 1987 pela Jive Records. A produção ficou quase inteiramente à cargo de Larry Smith, exceto por duas faixas produzidas por Sinister e Whodini. O álbum alcançou o número 30 da parada  Billboard 200, e número 8 da Top R&B/Hip-Hop Albums, e foi certificado álbum de ouro pela Recording Industry Association of America em 20 de janeiro de 1988.
O álbum gerou os singles "Rock You Again (Again & Again)" e "Be Yourself" com participação de Millie Jackson, que alcançou o número 20 da Hot R&B/Hip-Hop Songs.

## Faixas
| N.º            | Título                                   | Produtor(es)     | Duração |  |
| 1.             | "Rock You Again (Again and Again)"       | Larry Smith      | 5:29    |  |
| 2.             | "Be Yourself" (featuring Millie Jackson) | Whodini Sinister | 3:25    |  |
| 3.             | "Cash Money"                             | Larry Smith      | 5:08    |  |
| 4.             | "Hooked on You"                          | Larry Smith      | 5:34    |  |
| 5.             | "Early Mother's Day Card"                | Larry Smith      | 4:00    |  |
| 6.             | "Now That Whodini's Inside the Joint"    | Larry Smith      | 5:09    |  |
| 7.             | "Life is Like a Dance"                   | Larry Smith      | 4:01    |  |
| 8.             | "You Brought it on Yourself"             | Larry Smith      | 3:57    |  |
| 9.             | "I'm Def (Jump Back and Kiss Myself)"    | Whodini Sinister | 5:24    |  |
| 10.            | "Remember Where You Came From"           | Larry Smith      | 3:44    |  |
| 11.            | "For the Body"                           | Larry Smith      | 2:32    |  |
| 12.            | "You Take My Breath Away"                | Larry Smith      | 5:09    |  |
| Duração total: | Duração total:                           | Duração total:   | 53:32   |  |

Samples
- Faixa 1 contém elementos de "Long Red" de Mountain (1972)
- Faixa 2 contém elementos de "Impeach the President" by The Honey Drippers (1973), "The Payback" de James Brown (1973), "Get Up, Get Into It, Get Involved" de James Brown (1970), "Say What?" de Trouble Funk (1983)
- Faixa 7 contém elementos de "Dance to the Drummer's Beat" de Herman Kelly & Life (1978)

## Músicos
- Jalil Hutchins - MC, produtor (faixas: 2, 9)
- John "Ecstacy" Fletcher - MC, produtor (faixas: 2, 9)
- William Drew Carter - MC, produtor (faixas: 2, 9)
- Mildred Jackson - vocais (faixa 2)
- Lawrence Michael Smith - produtor (faixas: 1, 3-8, 10-12)
- Sinister - produtor (faixas: 2, 9)
- Roy Cormier - co-produtor (faixas: 2, 9)
- Bryan "Chuck" New - mixagem (faixas: 1, 3-8, 10-12)
- Rod Hui - mixagem (faixas: 2, 9)
- Douglas Rowell - fotografia
- Maude Gilman - direção de arte